# رامهوزن
رامهوزن (به آلمانی: Ramhusen) یک شهر در آلمان است که در دیمارشن واقع شده‌است. رامهوزن ۱۵۶ نفر جمعیت دارد.